# WPA-14-und-1-endlos-Weltmeisterschaft
Die 14-und-1-endlos-Weltmeisterschaft war ein jährlich stattfindendes Poolbillardturnier in der Disziplin 14 und 1 endlos. Von 2006 bis 2010 wurde das Turnier von der WPA (World Pool-Billiard Association) in Zusammenarbeit mit Dragon Promotion ausgetragen und war eine offizielle Weltmeisterschaft der WPA. Von 2011 bis 2019 wurde es von Dragon Promotion als Einladungsturnier mit der Bezeichnung World Tournament veranstaltet. Nach der unzulässigen Verwendung der Bezeichnung World Championship im Jahr 2020 wurden von der WPA Sanktionen an teilnehmende Spieler angekündigt. Das Turnier wurde abgesagt. Seitdem ist das weltweit bedeutendste Turnier im 14.1 endlos (englisch: Straight Pool) die von Peter Burrows veranstaltete American 14.1 Straight Pool Championship.
Der Deutsche Thorsten Hohmann ist mit vier Siegen der bisher erfolgreichste Akteur des Turniers. Oliver Ortmann ist mit zwei Titeln Rekordweltmeister der WPA im 14 und 1 endlos.

## Modus

### Gruppenphase
Die 64 teilnehmenden Spieler werden in acht Gruppen mit je acht Spielern aufgeteilt. Jeder Spieler spielt einmal gegen jeden Spieler seiner Gruppe. Wer zuerst 100 Punkte erreicht, gewinnt das Spiel. Die vier Bestplatzierten gelangen dann in die nächste Runde.

### K.-o.-Phase
Nach der Gruppenphase verbleiben noch 32 Spieler im Turnier, die jetzt im Doppel-K.-o.-System gegeneinander antreten. Die Spiellänge wird von 100 auf 150 erhöht.
Sind schließlich nur noch 16 Spieler im Turnier wird die Spiellänge auf 200 erhöht und der Doppel-K.-o.-Modus in einen Einzel-K.-o.-Modus umgewandelt (d. h. jede Niederlage bedeutet das Turnieraus).

## Turnierstatistik
| Jahr                                     | Austragungsort                        | Sieger                                | Finalist                              | Halbfinalisten                        |
| WPA-14-und-1-endlos-Weltmeisterschaft    | WPA-14-und-1-endlos-Weltmeisterschaft | WPA-14-und-1-endlos-Weltmeisterschaft | WPA-14-und-1-endlos-Weltmeisterschaft | WPA-14-und-1-endlos-Weltmeisterschaft |
| ---------------------------------------- | ------------------------------------- | ------------------------------------- | ------------------------------------- | ------------------------------------- |
| 2006                                     | New Brunswick, NJ                     | Thorsten Hohmann                      | Thomas Engert                         | Mika Immonen Max Eberle               |
| 2007                                     | New Brunswick, NJ                     | Oliver Ortmann                        | Huidji See                            | Martin Kempter Danny Harriman         |
| 2008                                     | New Brunswick, NJ                     | Niels Feijen                          | Francisco Bustamante                  | Nick van den Berg Jasmin Ouschan      |
| 2010                                     | Clifton, NJ                           | Oliver Ortmann                        | Mika Immonen                          | Thorsten Hohmann Huidji See           |
| World 14.1 Tournament                    |                                       |                                       |                                       |                                       |
| 2009                                     | New Brunswick, NJ                     | Stephan Cohen                         | Mika Immonen                          | Oliver Ortmann Johnny Archer          |
| 2011                                     | New Brunswick, NJ                     | Thorsten Hohmann                      | Mike Davis                            | Alex Pagulayan Charlie Williams       |
| 2012                                     | Flushing, NY                          | John Schmidt                          | Efren Reyes                           | Darren Appleton Ralph Eckert          |
| 2013                                     | Astoria, NY                           | Thorsten Hohmann                      | Darren Appleton                       | Francisco Bustamante John Schmidt     |
| 2014                                     | Astoria, NY                           | Darren Appleton                       | Shane van Boening                     | Max Eberle Jewgeni Stalew             |
| 2015                                     | Astoria, NY                           | Thorsten Hohmann                      | Darren Appleton                       | Reiner Wirsbitzki Warren Kiamco       |
| 2016                                     | Astoria, NY                           | Mika Immonen                          | Earl Strickland                       | Lo Li-wen Jayson Shaw                 |
| 2017                                     | Astoria, NY                           | Lee Van Corteza                       | Thorsten Hohmann                      | Jonni Fulcher Darren Appleton         |
| 2018                                     | Nanuet, NY                            | Thorsten Hohmann                      | Tony Robles                           | Warren Kiamco Michael Badstuebner     |
| American 14.1 Straight Pool Championship |                                       |                                       |                                       |                                       |
| 2019                                     | Virginia Beach, VA                    | Ruslan Chinakhov                      | Alex Pagulayan                        | Albin Ouschan Marco Teutscher         |
| 2020                                     | , n. a.                               |                                       |                                       |                                       |
| 2021                                     | Virginia Beach, VA                    | Joshua Filler                         | Fedor Gorst                           | Mieszko Fortuński Ruslan Chinakhov    |
| 2022                                     | Virginia Beach, VA                    | Dimitri Jungo                         | Wictor Zielinski                      | Mario He Mieszko Fortuński            |
| 2023                                     | , VA                                  |                                       |                                       |                                       |